# Средний Постол
Средний Посто́л (удм. Шор Постол, Ӵӧжгурт) — деревня в Завьяловском районе Удмуртии, административный центр Среднепостольского сельского поселения.
Расположена в 28 км к западу от центра Ижевска. Через деревню протекает река Постолка. Рядом с деревней проходит Нылгинский тракт, соединяющий Ижевск и Нылгу.

## История
До революции Средний Постол входил в состав Сарапульского уезда Вятской губернии. По данным десятой ревизии в 1859 году в 36 дворах казённой деревни Средний Постол при речке Постолке проживало 202 человека, работала мельница.
В 1920 году деревня входит во вновь образованную Вотскую АО. В 1925 году образуется Среднепостольский сельсовет, центром которого становится Средний Постол.
В 1994 году сельсовет преобразуется в Среднепостольскую сельскую администрацию, а в 2005 в Муниципальное образование «Среднепостольское» (сельское поселение).

## Экономика и социальная сфера
Главное предприятие деревни — СПК «Труженик», преобразованное из одноимённого колхоза.
В Среднем Постоле работают МОУ «Среднепостольская средняя общеобразовательная школа», Среднепостольский детский сад, МУЧ «Культурный комплекс „Среднепостольский“», клуб.

## Население
| 2010 | 2012 |
| ---- | ---- |
| 610  | ↘599 |